# Демян Многогришни
Демян Многогришни (Демян Игнатович) (на украински: Дем'ян Многогрішний) е хетман на Запорожката войска в Левобрежна Украйна в Казашкото хетманство от 1668 до 1672 г.

## Семейство
Демян Многогришни (Демян Игнатович) е роден през 1621 г. в селището Короп, Черниговско воеводство, по онова време в границите на Жечпосполита. Предполага се, че произхожда от селско семейство. Известно е името на баща му – Гнат, откъдето вероятно е образувано второто му фамилно име. Според други историци той е казак от фамилията Шумейкови, чийто известен представител е Прокип Шумейко, нежински полковник в периода 1648 – 1651 г. Демян има трима по-малки братя – Васил, Зиновий и Сава. Васил е осавул (есаул) в Нежинския полк през 1665 – 1966 г. и полковник на Черниговския полк от 1671 г. до март 1672 г.
Демян Многогришни има трима сина – Петро, Иван и Яков, дъщеря Олена и няколко внука.

## Казашки водач
Според някои изследователи, по време на национално-освободителната война (1648 – 1676), Многогришни изпълнява дипломатически мисии от името на хетман Богдан Хмелницки. Проявява се като смел и непримирим воин. Заради мъжеството и храбростта му е избран за есаул и е записан в казашкия регистър от 1649 г. именно под този чин.
Дейността му във войската е разнообразна – организира казашки отряди, снабдява ги с оръжие и боеприпаси, обучава млади казаци във военното дело и ръководи казашки отряди в много битки. Освен това изпълнява различни задачи на Богдан Хмелницки и неговите най-близки сътрудници. През 1650 г., заедно с Данило Нечай, от името на хетмана, успява да убеди полския крал Ян II Кажимеж да потвърди с писмо условията на Зборовския мирен договор от 1649 г. между Украйна и Полша.
По време на похода си на север Ян Кажимеж конфискува имуществото на братята Демян и Васил Многогришни, тъй като те са застанали на страната на руснаците. След тези събития за известно време името на Многогришни изчезва от страниците на казашките анали. Нищо не се знае за позицията му по отношение на решенията на Переяславската рада от 1654 г. и действията на последователите на Богдан Хмелницки. Но в този период той успява постепенно да укрепи позицията си на казашки водач. Известно време ръководи Чигиринския полк, а при хетман Иван Брюховецки, от 1665 до1668 г. – Черниговския.

## Хетман на Левобрежна Украйна
Когато Брюховецки прави опити за премахване на правата и привилегиите на гражданите, тяхното самоуправление и свободите на Запорожката войска, Многогришни става негов непримирим противник. През 1668 г., противопоставяйки се на Андрусовския договор, участва в антимосковско въстание. Дава подкрепата си на деснобрежния хетман Петро Дорошенко и по негова воля става генерален есаул. След отнемането на хетманската власт от Брюховецки и неговата смърт, Петро Дорошенко му оказва голямо доверие. В средата на юни 1668 г. го назначава за „изпълняващ длъжността хетман на Левобрежна Украйна“. Дорошенко разчита, че заедно ще завършат освобождаването на Украйна и ще организират защитата на украинските земи от руското управление.
Многогришни принадлежи към групата казашки старейшини, които защитават широката автономия на Украйна в рамките на руската държава. Част от украинската църковна йерархия се придържа към същата позиция. Тя е обединена от черниговския епископ Лазар Баранович, който се стреми украинската църква да премине от московския към константинополския патриарх. Представители на старейшините и духовенството, борещи се за автономия, изпращат писмо до Москва, в което излагат позицията си. В отговор през ноември 1668 г. царското правителство връчва писма на Многогришни и Баранович, с които то „прощава“ на украинския народ за „греховете“ му към Москва, а царят не дава никакви конкретни обещания относно връщането на предишните права и привилегии на украинците.
Като хетман Многогришни повежда борба срещу настъпващите руски войски и ръководи отбраната на град Седнев. Обаче силите му да се противопостави на войските на руския войвода княз Григорий Ромадановски не са достатъчни. В този период външни и вътрешни обстоятелства принуждават Многогришни да поддържа съюза с Русия. За да се бори срещу кримските татари, настъпващи в Левобережна Украйна, той създава обединени казашко-руски полкове. Оглавява и групата на про-руско настроените левобрежни казашки старшини и на 6 октомври 1668 г. провежда тайни преговори с руските представители.
През януари 1669 г. хетманът отново изпраща пратеници до царя с молба за подкрепа на Левобережна Украйна. Пратениците предават на руския цар и молбата на Многогришни да бъдат потвърдени правата и свободите на Запорожката войска, одобрени от Переяславската рада. В резултат не получават никакви гаранции за подобно съгласие. Нещо повече, царското правителство решава да сплаши хетмана, като наказва всички, които „предизвикват междуособици и несигурност“. Положението на Многогришни става все по-трудно, тъй като казаците, които преди време не са гласували за неговото избиране, започват да се бунтуват и това довежда до нови кръвопролития.
На 13/3 март 1669 г. на събор в град Глухов изборът му за хетман е потвърден в присъствието на Григорий Ромадановски, като царски представител. Там отново е повдигнат въпросът за изтеглянето на руските гарнизони от украинските градове. В отговор царското правителство прави някои отстъпки – отказва се да въведе собствена данъчна и административна система и не променя местното самоуправление. Въпреки това автономията на Левобрежна Украйна остава ограничена. Гарнизоните остават, броят на регистрираните казаци е намален до 30 хиляди, хетманът е лишен от правото на самостоятелна международна политика и е наложена забрана за избор на хетман без съгласието на царя. Радата потвърждава хетманството на Демян Многогришни, който полага клетва „да служи вярно на великия цар“.
Когато през 1669 г. хетманът на Деснобережна Украйна Петро Дорошенко призовава Демян Многогришни да се противопоставят заедно на експанзията на Москва, той не само отказа, но се съюзява с руските войски и участва в боевете срещу неотдавнашния си съюзник. Местните жители, уморени от безкрайните военни действия, посрещат Демян Многогришни с хляб и сол и до края на 1669 г. почти цяла Левобережна Украйна е под негово управление.
Многогришни настоява за връщането на украинските патриоти от сибирско изгнание и прави негативните изявления относно прехвърлянето на част от украинските земи на полската шляхта. Във връзка с това настоява царят да определи ясно границите между Украйна и Полша и заявява, че град Гомел (днес в Беларус) трябва да бъде украински. Когато царят отказва да изпълни тези искания, хетманът взима града под свой контрол.
Сближаването на правителството на Москва с Полша отново обединява бившите съюзници Многогришни и Дорошенко за борба срещу произвола на полската шляхта. Когато царските войски атакуват покрайнините на Киев, обединените сили на казаците защитават града.
В началото на 1670 г., след като е победен, Дорошенко предлага на Многогришни да продължат да управляват в мир и хармония. Запорожките казаци също признават властта на Многогришни, въпреки че действията на хетмана, насочени към изолиране на Запорожието от Левобережна Украйна, предизвикват недоволство сред мнозинството от казаците. Значителни конфликти възникват и във връзка с конфискацията от хетмана на имуществото на привържениците на Иван Брюховецки и назначаването само на свои хора на висши длъжности. Привърженик на силната власт, той не вярва на висшите офицери и обгражда полковниците и сотниците със свои роднини и приятели, на които дарява имоти. През 1671 г. Многогришни назначава брат си Васил за свой наследник и приемник на хетманството. Всичко това предизвиква съпротивата на офицерите, които в отговор извършват държавен преврат.

## Заточение в Сибир
В нощта на 7 срещу 8 март 1672 г. се състои тайна среща на част от казашките старейшини и царски служители в Батурин, на която хетманът е обвинен в престъпна дейност срещу Русия. На 13 март група офицери от гарнизона на града, водени от Иван Самойлович, нахлуват в къщата на Многогришни през нощта, раняват го и го оковават във вериги. На 28 март, заедно с брат му Васил, го отвеждат в Москва. Разпитите и изтезанията на двамата започват на 14 април. Обвиненията в държавна измяна се основават на доносите на противниците на Многогришни, които съдържат всички негови антируски изявления. Съдът ги осъжда на смърт, но в последния момент, когато вече на площада се подготвя екзекуцията, царят решава да замени наказанието на братята с доживотен затвор в Сибир. Най-близките поддръжници на хетмана са изпратени в Тоболск, бат му – в Красноярск, а самият той, заезно със съпругата си Анастасия, синовете Петро и Иван, дъщерята Олена и племенника Михаил Зиновиев са заточени в Бурятия. Иван Самойлович става следващият хетман на Левобрежна Украйна.
През март 1674 г. хетманът е изпратен в иркутския затвор. По настояване на хетман Самойлович през 1681 г. Многогришни е преместен в град Селенгинск. В края на 1682 г. иркутският войвода получава нареждане да включи бившия хетман в списъка на съсловието „дети боярские“ с парична и зърнена заплата – 18 рубли, хляб, ръж, овес и сол. През 1684 г., пак по молба на Самойлович, той отново е въдворен в селенгинския затвор. В нареждането местните управници са инструктирани „да го оковат във вериги, да го пазят с повишено внимание и по никакъв повод да не го пускат вън от затвора“.
След падането на Самойлович, Многогришни и семейството му са освободени, но им е забранено да се връщат в Украйна. По времето на освобождаването му в разгара си е руско-манджурският военен конфликт (1683 – 1689). През 1687 г. монголските набези в Забайкалието се засилват. Многогришни действа като командир на конен отряд и участва в чести схватки, набези, преследвания, включително и на монголска територия. Заедно със синовете и внуците си той служи в граничната служба, устоява на нападенията на номади и през 1689 г. взема активно участие в сключването на първия руско-китайски договор (Нерчински). Участва и в преговори с монголските водачи.
През 1691 – 1694 г. той всъщност е войвода на Селенгинск и ръководи отбраната на района от нападащите монголски племена. През 1691 г. умира синът му Петро, който оглавява руско-бурятски отряд и провежда нападение, замислено като отговор на постоянните грабителски набези на монголите. Потомците на Многогришни, както и тези на брат му Васил остават да живеят в Сибир. Внукът му Михаил през 1707 г. получава дворянска титла. Дъщеря му Олена се омъжва за сибирския дворянин Иван Бейтон, син на полковник Афанасий Бейтон, известния защитник на Албазино през 1686 – 1689 г. Информация за съдбата на другите деца на Многогришни не е запазена.
През 1696 г. Демян Многогришни се постригва за монах. Последните сведения за него са от 1701 г. Умира през 1701 или 1703 г. и според спомените на декабриста Михаил Бестужев, е погребан в Спаската катедрала в Селенгинск. През 30-те години на ХХ век катедралата е взривена и гробът му е изчезнал.

## Памет
- През 2009 г. в град Батурин е поставен паметникът „Молитва за Украйна“ на скулпторите Ботдан и Николай Мазури. В центъра са поставени скулптурните фигури на петте хетмана на Левобрежна Украйна, чиято столица е бил град Батурин. Една от тях е на Демян Многогришни, изобразен като вдъхновена и уверена личност.[6]
- На 20 октомври 2016 г. в Селеногински район на Бурятия е издигнат паметник ва Демян Многогришни. На това място през 1688 г. малък руски отряд под негово командване разбива превъзхождащите сили на монголите.[7]
- През 2002 г. в Украйна е издадена пощенска марка, посветена на Демян Многогришни. Тя е част от серията Украински хетмани.[8]